# Покровське (Ізюмський район)
Покровське (до 2016 — Жовтневе) — селище в Україні, у Донецькій селищній громаді Ізюмського району Харківської області. Населення становить 843 осіб. В селищі знаходиться виправна колонія № 17, де лікуються хворі на туберкульоз увʼязнені, а також велика птахоферма.

## Географія

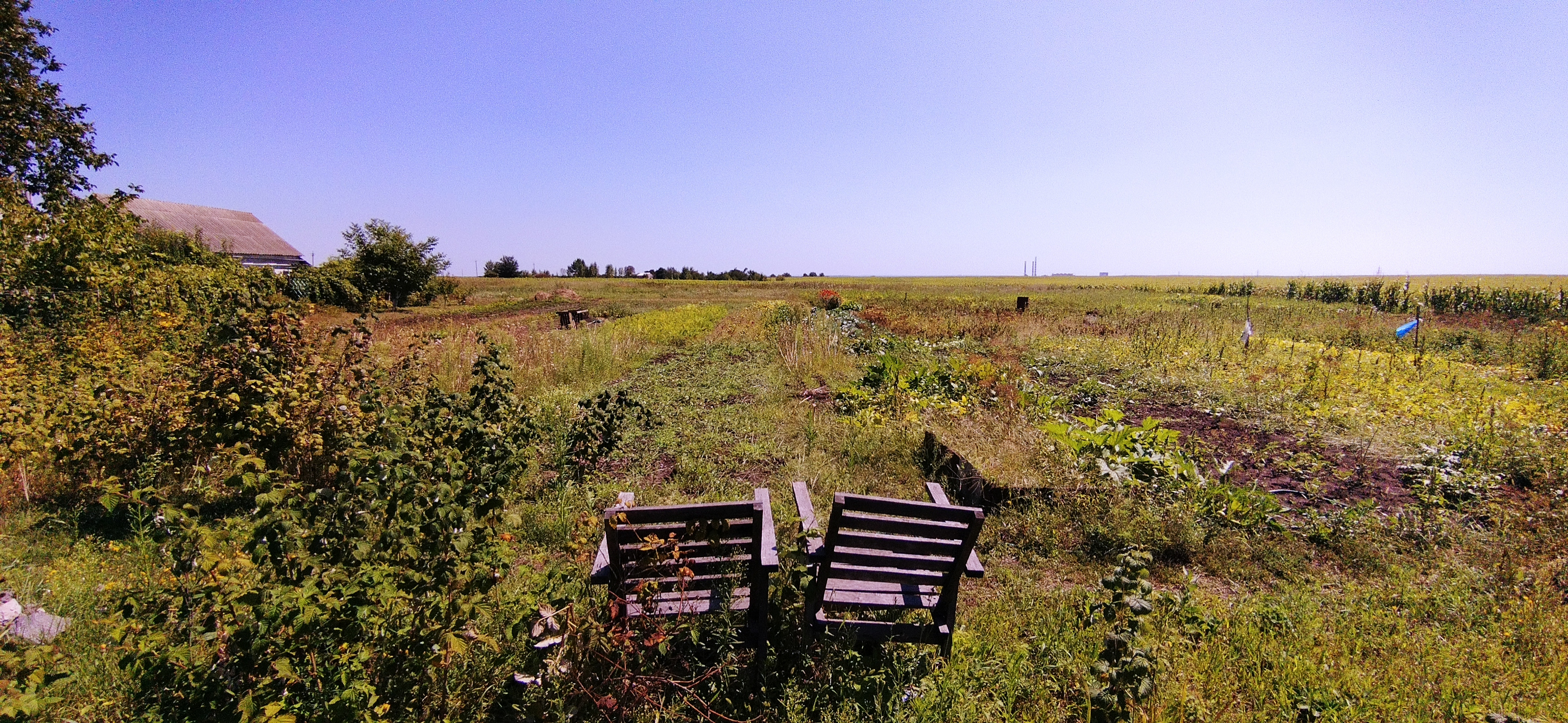
Вид з околиці Покровського в бік Пришиба

Селище Покровське знаходиться за 1.5 км від сіл Пришиб та Явірське. Поруч протікає річка Крайня Балаклійка.
Відстань до Балаклії становить 19 км і проходить автошляхом місцевого значення.

## Історія
До 2016 року селище носило назву Жовтневе, але було перейменоване на Покровське в ході декомунізації.
До 2020 селище входило до Пришибської сільської ради Балаклійського району. 
12 червня 2020 року, відповідно до Розпорядження Кабінету Міністрів України  № 725-р «Про визначення адміністративних центрів та затвердження територій територіальних громад Харківської області», увійшло до складу Донецької селищної територіальної громади.
19 липня 2020 року, в результаті адміністративно-територіальної реформи та ліквідації Балаклійського району, село увійшло до складу новоутвореного Ізюмського району.
В 2022 році, під час російського вторгнення в Україну, кілька місяців лінія фронту проходила в кількох кілометрах від села: Покровське і сусідній Пришиб залишились під контролем Збройних сил України, а ось вже наступна Вербівка перебувала під російською окупацією. Лише у вересні 2022 року лінія фронту була відсунута на схід в ході Слобожанського контрнаступу ЗСУ. Село постраждало від обстрілів, було пошкоджено багато будинків. В 7 багатоповерхівках довелося перекривати дахи і вставляти вікна.

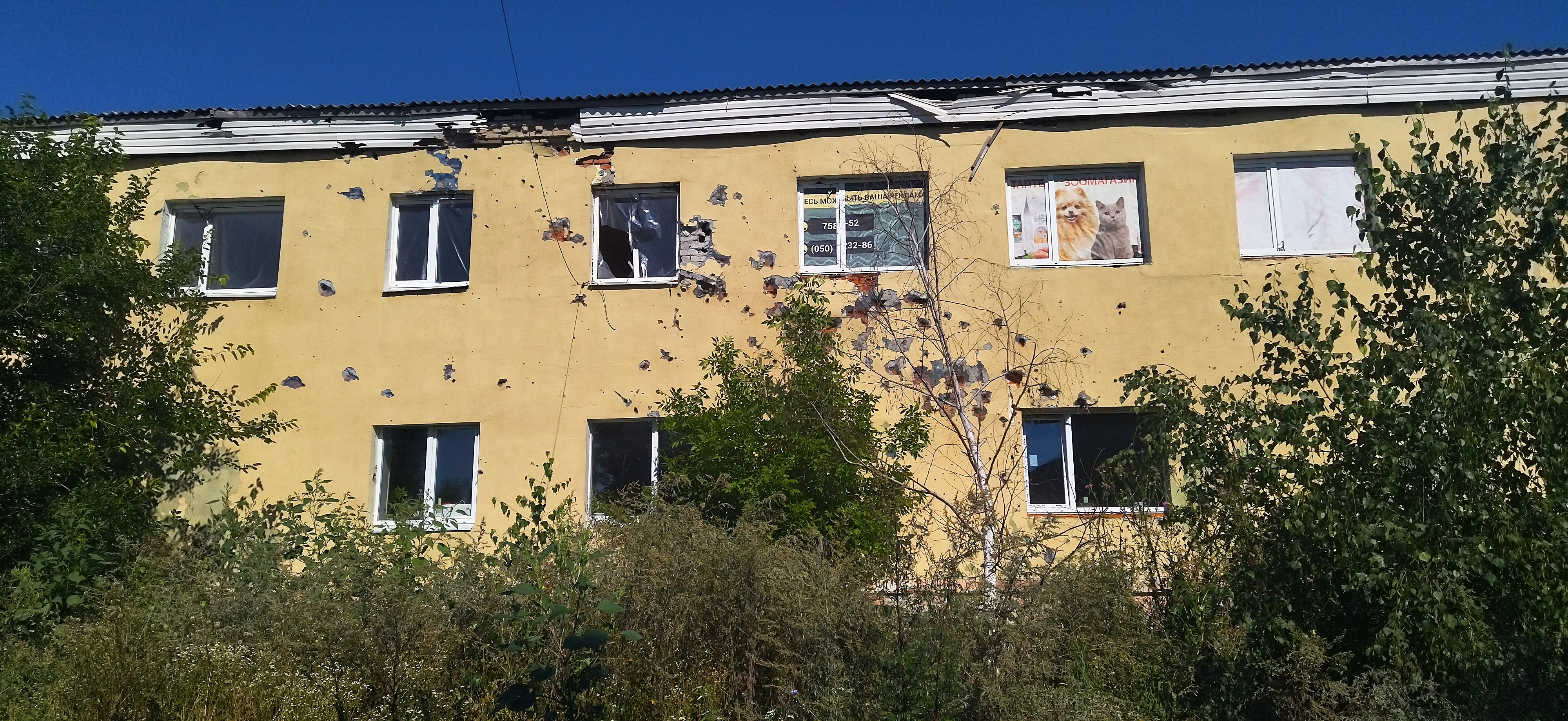
Пошкоджена російським обстрілом двоповерхівка
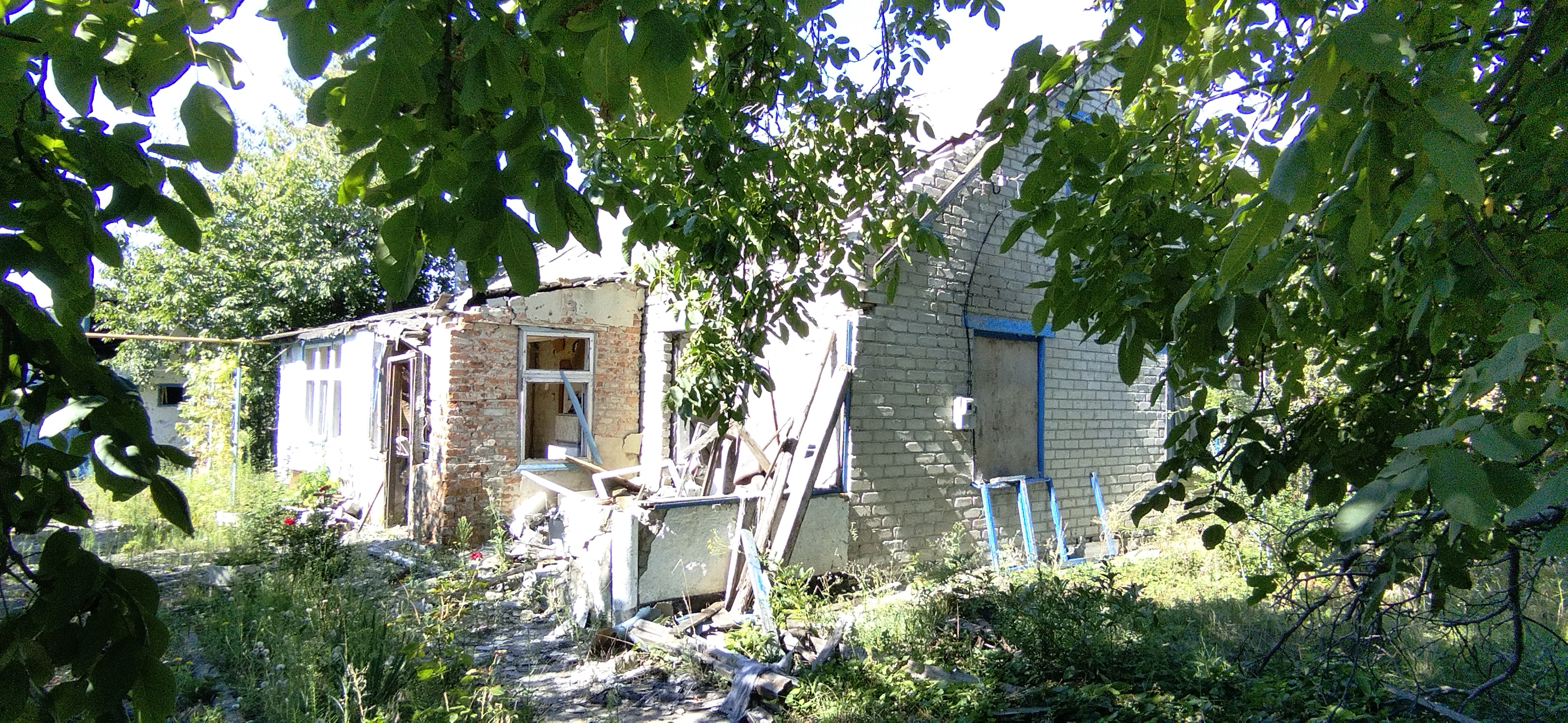
Приватний будинок, біля якого вибухнув снаряд

## Економіка
- В селищі є велика птахоферма.
- В селищі розташована Покровська виправна колонія № 17.